# Барокова живопис
Бароковата живопис е живописта свързана с бароковото културно движение. То често се свързва с Абсолютизма, Контрареформацията и католическото възраждане, но съществуването на значимо бароково изкуство и архитектура в неабсолютистките и протестантските страни в Западна Европа подчертава широката му популярност.
Бароковата живопис включва голям брой стилове. В най-типичното си проявление, бароковото изкуство се характеризира с голяма драма, дълбоки и богати цветове, наситена светлина и тъмни сенки, но класическите френски барокови художници като Никола Пусен и нидерландските битови художници, като Вермеер, също са включени в тази класификация, поне в англоезичната литература. В противовес на изкуството на Ренесанса, което обикновено изобразява момента преди самото събитие, бароковите художници избират по-драматичен момент, момента на самото действие: Микеланджело, творил по времето на Зрелия ренесанс, изобразява Давид улегнал и спокоен преди битката с Голиат; бароковият „Давид“ на Бернини е „уловен“ в действие, докато хвърля камъка към гиганта. Бароковото изкуство цели да провокира емоция и страст, замествайки спокойната рационалност, ценена през Ренесанса.
Сред най-големите художници от Барока са Караваджо, Рембранд, Рубенс, Веласкес, Пусен и Вермеер. Караваджо е наследник на хуманистичната живопис на Зрелия ренесанс. Реалистичния му подход към човешката фигура, нарисувана директно от живота, с драматично осветление на тъмен фон, шокира съвременниците му и отваря нова глава в историята на изобразителното изкуство. Бароковата живопис често драматизира сцените, използвайки светлосенки; това се вижда най-добре в творбите на Рембранд, Вермеер, братята Льо Нен и Жорж дьо ла Тур. Фламандецът Антонис ван Дайк развива грациозен и внушителен портретен стил, който е изключително влиятелен, особено в Англия.
Възходът на Холандия през 17 век води до огромно производство на творби на изкуството от голям брой художници, които се специализират и рисуват единствено битови сцени, пейзажи, натюрморти, портрети или исторически платна. Техническите изисквания са много високи. Нидерландският Златен век в изобразителното изкуство въвежда и нов репертоар от теми, който е много популярен до идването на Модернизма.

## История
На Трентския събор (1545 – 63) Римокатолическата църква отговаря на много въпроси свързани с Реформацията, сред които са и някои засягащи изобразителното изкуство. Впоследствие тези решения са интерпретирани и излагани от различни клерикални автори, като Моланий, които искат живописта и скулптурата в църковния контекст да изразяват темите си ясно и силно, спазвайки традиционното благоприличие, лишени от стилистиката на Маниеризма. Това завръщане към популистката концепция за функцията на църковното изкуство се смята от много учени за тласък за нововъведенията на Караваджо и братята Анибале и Агостино Карачи, които работили и се съревновавали в Рим около 1600 г., въпреки че за разлика от Карачи, Караваджо е постоянно критикуван за липсата на сдържаност в творбите си. Въпреки че религиозното изкуство, историческата живопис, алегориите и портретите все още се смятат за най-възвишени теми, пейзажът, натюрмортът и битовите сцени са все по-често срещани в католическия свят и стават основни жанрове в протестантските страни.

## Бележити барокови художници

### Британски
- Годфри Нелър (1646 – 1723)
- Питър Лели (1618 – 1680)
- Даниел Мийтенс (1590 – 1648)

### Нидерландски
- Рембранд (1606 – 1669)
- Хендрик Аверкамп (1585 – 1634)
- Герард Терборх (1617 – 1681)
- Адриан Броувер (1605 – 1638)
- Алберт Кейп (1620 – 1691)
- Герит Доу (1613 – 1675)
- Ян ван Гойен (1596 – 1656)
- Франс Халс (1580 – 1666)
- Мейндерт Хобема (1638 – 1709)
- Герит ван Хонтхорст (1592 – 1656)
- Петер де Хох (1629 – 1684)
- Вилем Калф (1619 – 1693)
- Питер ван Лаер (1599 – 1642)
- Габриел Метсю (1629 – 1667)
- Адриан ван Остаде (1610 – 1685)
- Якоб ван Ройсдал (1628 – 1682)
- Саломон ван Рейсдал (1602 – 1670)
- Питер Янс Санредам (1597 – 1665)
- Йоханес Вермер (1632 – 1675)
- Ян Стен (1626 – 1679)

### Чешки (Бохемски)
- Вацлав Холар (1607 – 1677)
- Карел Шкрета (1610 – 1674)
- Петер Брандл (1668 – 1735)
- Вацлав Райнер (1686 – 1743)

### Фламандски
- Рубенс (1577 – 1640)
- Антонис ван Дайк (1599 – 1641)
- Якоб Йорданс (1593 – 1678)
- Ян Брьогел Стария (1568 – 1625)
- Франс Франкен Младия (1581 – 1642)
- Клара Питерс (1594 – 1657)
- Герард Сегерс (1591 – 1651)
- Франс Снайдерс (1579 – 1657)
- Давид Тенирс Младия (1610 – 1691)
- Адриан ван Утрехт (1599 – 1652)
- Корнелис де Вос (1584 – 1651)

### Френски
- Валентин де Булон (1591 – 1632)
- Филип де Шампан (1602 – 1674)
- Лоран дьо Ла Ир (1606 – 1656)
- Жорж дьо ла Тур (1593 – 1652)
- Шарл ле Брун (1619 – 1690)
- братя Льо Нен:
  - Антоан Льо Нен (ок.1599 – 1648)
  - Луи Льо Нен (ок. 1593 – 1648)
  - Матийо (1607 – 1677)
- Есташ ле Сюр (1617 – 1655)
- Клод Лорен (1600 – 1682)
- Пиер Минар (1612 – 1695)
- Хиацинт Риго (1659 – 1743)
- Никола Пусен (1594 – 1665)
- Симон Вуе (1590 – 1649)

### Немски
- Космас Дамиан Азам (1686 – 1739)
- Адам Елсхаймер (1578 – 1610)
- Йохан Лис (1590 – 1627)
- Себастиян Стокскопф (1597 – 1657)

### Италиански
- Федерико Барочи (1535 – 1612)
- Якопо да Емполи (1554 – 1640)
- Джовани Датиста Паги (1554 – 1627)
- Антонио Темпеста (1555 – 1630)
- Бартоломео Чеси (1556 – 1629)
- Алесандро Маганза (1556 – 1640)
- Бернардо Костело (1557 – 1629)
- Лудовико Чиголи (1559 – 1613)
- Ена Салмегия (1559 – 1626)
- Бартоломео Кардичи (1560 – 1610)
- Караваджо (1571 – 1610)
- Гуерчино (1591 – 1666)
- Анибале Карачи (1560 – 1609)
- Гуидо Рени (1575 – 1642)
- Орацио Джентилески (1563 – 1639)
- Артемизия Джентилески (1592– ок. 1656)
- Агостино Карачи (1557 – 1602)
- Лудовико Карачи (1555 – 1619)
- Пиетро да Кортона (1596 – 1669)
- Матиа Прети (1613 – 1699)
- Андреа Поцо (1642 – 1709)
- Салватор Роса (1615 – 1673)
- Джовани Батиста Тиеполо (1696 – 1770)

### Португалски
- Хосефа де Обидос (1630 – 1684)

### Испански
- Хосе Клаудио Антолинес (1635 – 1675)
- Алонсо Кано (1601 – 1667)
- Хуан Кареньо де Миранда (1614 – 1685)
- Клаудио Коело (1642 – 1693)
- Хуан ван дер Хамен (1596 – 1631)
- Хуан Батиста Майно (1569 – 1649)
- Хуан Батиста Мартинез дел Мазо (1612 – 1667)
- Бартоломе Естебан Мурильо (1617 – 1682)
- Антонио де Переда (1611 – 1678)
- Франсиско Рибалта (1565 – 1628)
- Хосе де Рибера (1591 – 1652)
- Хуан де Валдес Леал (1622 – 1690)
- Диего Веласкес (1599 – 1660)
- Франсиско де Сурбаран (1598 – 1664)

## Галерия
- „Бакхус“ (ок. 1595), Караваджо, Уфици, Флоренция
- „Юдит убива Олоферн“ (1614 – 20), Артемизия Джентилески, Уфици, Флоренция
- „Циганка“ (1628 – 30), Франс Халс, Лувър, Париж
- „Съдът на Парис“ (ок. 1636), Рубенс, Национална галерия, Лондон
- „Похищението на сабинянките“ (1637 – 38), Никола Пусен, Лувър, Париж
- „Мъченичеството на св. Филип“ (1639), Хосе де Рибера, Прадо, Мадрид
- „Автопортрет – от мълчанието и словото, мълчанието е по-добро“ (1640), Салватор Роса, Национална галерия, Лондон
- „Предаването на Бреда“ (1635), Диего Веласкес, Прадо, Мадрид
- „Пристанище и качването на савската царица“ (1648), Клод Лорен, Национална галерия, Лондон
- „Менини“ (1656 – 57), Диего Велсакес, Прадо, Мадрид
- „Синдиците“ (1662), Рембранд, Райксмузеум, Амстердам
- „Алегория на живописта“, известна и като „Изкуството на живописта“ или „Художник в студиото си“ (ок. 1666), Йоханес Вермер, Музей на историята на изкуството, Виена

|  | Тази страница частично или изцяло представлява превод на страницата Baroque painting в Уикипедия на английски. Оригиналният текст, както и този превод, са защитени от Лиценза „Криейтив Комънс – Признание – Споделяне на споделеното“, а за съдържание, създадено преди юни 2009 година – от Лиценза за свободна документация на ГНУ. Прегледайте историята на редакциите на оригиналната страница, както и на преводната страница, за да видите списъка на съавторите. ВАЖНО: Този шаблон се отнася единствено до авторските права върху съдържанието на статията. Добавянето му не отменя изискването да се посочват конкретни източници на твърденията, които да бъдат благонадеждни. |